# Modest Iossifowitsch Rubinstein
Modest Iossifowitsch Rubinstein (* 1889 in Kropywnyzkyj; † 24. Juli 1969 in Moskau) war ein sowjetischer Ökonom.

## Leben
Modest Rubinstein nahm an Weltkrieg, Revolution und Bürgerkrieg teil. In den Jahren 1923 und 1924 arbeitete er für die Profintern in Berlin. In den 1930ern war er unter anderem an der Kommunistischen Akademie tätig. 1941 meldete er sich freiwillig zur Roten Armee, 1943 wurde ihm der Orden des Roten Sterns verliehen.

## Werke
- Zur Geschichte des wissenschaftlich-technischen Fortschritts in der Sowjetunion